# كارل شروتر (سياسي)
كارل شروتر هو سياسي ألماني، ولد في 29 مايو 1887 في نويشتات إن هولشتاين في ألمانيا، وتوفي في 25 فبراير 1952 في كيل في ألمانيا. نشط حزبياً في الاتحاد الديمقراطي المسيحي والحزب الليبرالي القومي. وقد انتخب عضو مجلس الشورى الموحد بروسيا ‏ وانتخب عضو مجلس نواب شلسفيغ هولشتاين ‏ وانتخب عضو في البوندستاغ الألماني خلال فترته النيابية ‏ (7 سبتمبر 1949 – 25 فبراير 1952).

## وصلات خارجية
- كارل شروتر على موقع مونزينجر (الألمانية)